# 穗花木蓝
穗花木蓝（学名：Indigofera spicata）为豆科木蓝属下的一个种。

## 扩展阅读
- 維基物種上的相關：穗花木蓝